# 485
485 (CDLXXXV) je bilo navadno leto, ki se je po julijanskem koledarju začelo na torek.

## Dogodki
- 1. januar

## Smrti
- 17. april - Prokl, grški filozof, matematik (* 411)